# Ziphodonte
Un animal ziphodonte (ou zyphodonte) possède des dents allongées et courbes, aplaties transversalement et, le plus souvent, crénelées et serrées les unes contre les autres. Par abus de langage, le qualificatif s'applique aussi aux dents elles-mêmes. Certains crocodiliens et de nombreux théropodes sont ziphodontes.

## Histoire
Le terme « ziphodonte » est une transcription de l'anglais ziphodont, inventé en 1975 par le paléontologue américain Wann Langston Jr. (en). Il dérive de l'épithète spécifique choisie en 1871 par le paléontologue américain O. C. Marsh pour nommer un fossile du Dévonien découvert près d'Evanston (Wyoming, États-Unis), Crocodilus ziphodon. Construit sur le grec ξίφος / xífos (« épée ») et ὀδούς / odoús (« dent »), le terme signifie « dent en forme d'épée ». Il a été choisi parce que ce crocodile fossile « était remarquable par ses dents comprimées lisses, avec des bords dentelés, ressemblant aux dents de certains des dinosaures carnivores »,.

## Terminologie
Communément employé dans la littérature herpétologique, le terme « ziphodonte » est souvent défini comme impliquant des couronnes dentelées, mais cette restriction est critiquée par Hendrickx et al., qui soutiennent que les dents à couronnes non dentelées de certains Compsognathidés et 
Unenlagiinés peuvent valablement être décrites comme ziphodontes. Les théropodes présentent ainsi quatre types de dents : ziphodontes, folidontes, pachydontes et conidontes.